# Матч за звание чемпиона Франции по международным шашкам 1930

Матч за звание чемпиона Франции Луи Сигаль (слева) — Мариус Фабр (справа), 1930 год

Матч за звание чемпиона Франции по стоклеточным шашкам между действующим чемпионом Мариусом Фабром и претендентом на это звание парижским мастером Луи Сигалем состоялся в Париже с 28 мая по 1 июня 1930 года. В 1929 году Сигаль занял третье место в чемпионате Парижа позади Бизо и Фабра. Этот успех дал Сигалю основания вызвать Фабра на матч. Согласие на матч дала Французская шашечная федерация (Fédération Damiste Française), а непосредственную организацию матча взял на себя шашечный клуб «Damier Parisien». Матч игрался на большинство из 10 партий. В день игралось по две партии. Матч проходил с большим преимуществом Фабра и закончился со счётом +5-1=4 в его пользу. Таким образом, Фабр сохранил титул чемпиона Франции.

## Таблица матча
| Имя         | 1 | 2 | 3 | 4 | 5 | 6 | 7 | 8 | 9 | 10 | очки |
| ----------- | - | - | - | - | - | - | - | - | - | -- | ---- |
| Луи Сигаль  | 0 | 0 | 0 | 1 | 2 | 0 | 0 | 1 | 1 | 1  | 6    |
| Мариус Фабр | 2 | 2 | 2 | 1 | 0 | 2 | 2 | 1 | 1 | 1  | 14   |